# Eacles peruvianus
Eacles peruvianus är en fjärilsart som beskrevs av Eugène Louis Bouvier 1927. Eacles peruvianus ingår i släktet Eacles och familjen påfågelsspinnare. Inga underarter finns listade i Catalogue of Life.